# Кучоая
Кучоая (рум. Cucioaia) — село у Теленештському районі Молдови. Входить до складу комуни, адміністративним центром якої є село Гілічень.

## Населення
За даними перепису населення 2004 року у селі проживали 833 особи.
Національний склад населення села:
| Національність   | Кількість осіб | Відсоток   |
| ---------------- | -------------- | ---------- |
| молдавани румуни | 813 17         | 97,6% 2,0% |
| українці         | 2              | 0,2%       |
| росіяни          | 1              | 0,1%       |
| Всього           | 833            | 100%       |